# 이종운 (야구인)
이종운(李鍾雲, 1966년 4월 6일 ~ )은 전 KBO 리그 한화 이글스의 외야수이자 LG 트윈스의 잔류군 코치이다.

## 선수 시절

### 롯데 자이언츠시절
1989년 2차 2라운드 지명을 받아 입단하였다. 1992년에는 3루타를 14개를 쳐서 단일시즌 최다 3루타 기록을 세웠고, 팀의 한국시리즈 우승에 기여했다.

### 한화 이글스시절
1997년 외야수 강대호와 트레이드 되어 1998년에 입단하였다.

## 야구선수 은퇴 후
2003년부터 모교인 경남고등학교 야구부의 감독을 맡으며 부산광역시의 사회인 야구단인 '마이무따아이가'에서도 활동했다.
2014년 10월 31일 당시 성적 부진으로 자진 사퇴한 김시진의 후임으로 3년 계약금 2억원, 연봉 2억원, 총액 8억원에 롯데 자이언츠의 16대 감독에 선임됐다. 하지만 2015년에 롯데 자이언츠가 8위로 시즌을 마감하자 경질됐고, 차기 감독으로는 조원우가 임명됐다. 이후 2022년 11월 9일 롯데 자이언츠의 2군 감독을 맡으며 돌아왔지만 당시 감독이었던 래리 서튼이 건강상의 문제 때문에 자진 사퇴하자 2023년 8월 29일부터 감독 대행을 맡았고, 그의 후임으로는 김태형이 새로운 감독으로 선임되었다.
2024년 LG 트윈스 잔류군 총괄코치로 부임했다.

## 등번호

### 선수 시절
- '7' - 1989년 ~ 1997년, 롯데 자이언츠
- '33' - 1998년, 한화 이글스

### 코치 및 감독 시절
- '99' - 2014년 ~ 2015년, 롯데 자이언츠
- '73' - 2018년 ~ 2019년, SK 와이번스
- '90' - 2023년, 롯데 자이언츠
- '67' - 2024년 ~ LG 트윈스

## 출신 학교
- 부산 감천초등학교
- 부산대신중학교
- 경남고등학교
- 동아대학교

## 통산 성적
| 년도 | 구단   | 타율  | 경기수 | 타수 | 안타 | 2루타 | 3루타 | 홈런 | 타점 | 득점 | 도루 | 4사구 | 삼진 | 병살타 | 희생타 | 장타율 | 비고 |
| ---- | ------ | ----- | ------ | ---- | ---- | ----- | ----- | ---- | ---- | ---- | ---- | ----- | ---- | ------ | ------ | ------ | ---- |
| 1989 | 롯데   | 0.266 | 61     | 64   | 17   | 5     | 0     | 0    | 6    | 8    | 2    | 5     | 14   | 1      | 1      | 0.344  |      |
| 1990 | 롯데   | 0.167 | 4      | 6    | 1    | 0     | 0     | 0    | 1    | 0    | 1    | 0     | 3    | 1      | 0      | 0.167  |      |
| 1991 | 롯데   | 0.256 | 106    | 234  | 60   | 10    | 4     | 1    | 35   | 28   | 4    | 17    | 38   | 1      | 7      | 0.346  |      |
| 1992 | 롯데   | 0.314 | 108    | 401  | 126  | 15    | 14    | 3    | 57   | 66   | 21   | 26    | 47   | 7      | 17     | 0.444  |      |
| 1993 | 롯데   | 0.253 | 123    | 392  | 99   | 9     | 7     | 2    | 42   | 45   | 16   | 34    | 51   | 6      | 14     | 0.327  |      |
| 1994 | 롯데   | 0.272 | 121    | 448  | 122  | 13    | 5     | 2    | 32   | 48   | 21   | 19    | 47   | 5      | 10     | 0.337  |      |
| 1995 | 롯데   | 0.315 | 62     | 178  | 56   | 4     | 3     | 0    | 19   | 22   | 15   | 13    | 17   | 3      | 7      | 0.371  |      |
| 1996 | 롯데   | 0.474 | 6      | 19   | 9    | 1     | 0     | 0    | 3    | 2    | 1    | 0     | 2    | 0      | 2      | 0.526  |      |
| 1997 | 롯데   | 0.252 | 106    | 301  | 76   | 13    | 0     | 0    | 11   | 31   | 15   | 10    | 45   | 5      | 6      | 0.296  |      |
| 1998 | 한화   | 0.157 | 42     | 89   | 14   | 2     | 1     | 1    | 6    | 8    | 2    | 2     | 18   | 1      | 2      | 0.236  |      |
| 통산 | 10시즌 | 0.272 | 739    | 2132 | 580  | 72    | 34    | 9    | 212  | 258  | 98   | 126   | 282  | 30     | 66     | 0.350  |      |

- 굵은 글씨는 당해 시즌 최고 기록